# 生物因子

细菌、树木和蜜蜂的示意图，它们是生态系统中的生物因子，也受到非生物因子的影響。

生物因子（biotic factor）又称生物组分（biotic component），是生态系统中任何有生命的成分，可影响其他生物或塑造生态系统，包括生产者（如植物）、消费者（如动物）、分解者（如微生物）。生物因子还包括人类影响、病原体和疾病爆发。每个生物因子都需要适量的能量和营养来健康地运转。
生物因子通常分为三大类：
1. 生产者（也称为自养生物）将能量（例如通过光合作用）转化为食物。
2. 消费者（也称为异养生物）依赖于生产者（可能还有其他消费者）来获取食物。
3. 分解者（也称为食碎屑者）将生产者和消费者中的化学物质分解为更简单的形式，实现物质的循环使用。